# Tutto per tutto (programma televisivo)
Tutto per tutto è stato un gioco trasmesso su Rai 1 ed andato in onda dal 7 agosto al 21 settembre 2006 e condotto da Pupo.

## Il gioco
Il concorrente deve sfruttare i 4 segni aritmetici (+, −, ×, ÷) per vincere quanti più soldi possibili.
Nella prima fase cerca di accumulare quanti più soldi possibili usando 5 + e 4 -; le vincite/perdite (da 0 a 5.000 euro) sono nascoste tra 12 ragazzi/e divisi tra uomini e donne posizionati in stile “Gioco dei 9”: il concorrente deve prima scegliere il ragazzo/a e poi il segno da abbinare. Se alla fine il totale è negativo il gioco finisce e gioca un altro concorrente, altrimenti si accede alla seconda fase, dove il concorrente, deve usare 4 × e 4 ÷ per moltiplicare la vincita iniziale; all'inizio gli viene detta la massima e la minima vincita; anche in questo caso deve scegliere prima un ragazzo/a (a cui è assegnato un coefficiente tra 1 e 5) e poi assegnare il segno. Esauriti i segni, il concorrente deve effettuare un'ultima scelta tra i ragazzi/e: comparirà l'ultimo coefficiente che modificherà la vincita fin lì accumulata. Infine, deve scegliere sempre 1 tra 2 ragazzi (Lara e Danilo i loro nomi), cercando di trovare quello che ha il segno ×.

## Produzione
La canzone del gioco, Seven nation Army dei The White Stripes (album Elephant), è la stessa che molti hanno cantato per incitare l'Italia ai Mondiali. Lo studio di Tutto per tutto è costruito su tre piani.
Pupo è vestito ogni sera con pantalone ascellare e bretella di diverso colore, quasi a ricordare il personaggio di Pierino degli anni 1970. Durante lo svolgimento del gioco Pupo di tanto in tanto fa vedere al concorrente quanto potrebbe vincere in positivo e in negativo.
Da domenica 10 settembre 2006 Tutto per tutto diventa una sorta di quiz: per passare alla seconda fase del gioco infatti si deve rispondere alle domande che Pupo pone al concorrente. Se la risposta è positiva i soldi vengono addizionati mentre se la risposta è negativa essi vengono sottratti.

## Ascolti
Il programma ha esordito con 4 milioni e 706 000 spettatori (25,3% di share).